# Nou Centre (Letònia)
Nou Centre (en letó:Jaunais Centrs, JC; en rus: Но́вый центр)) va ser un partit polític de Letònia de centreesquerra de Letònia. Fundat el 2004, el seu líder va ser Sergejs Dolgopolovs.
El 2005 el Nou Centre va fer coalició amb Centre de l'Harmonia que va guanyar 17 escons en les eleccions legislatives de 2006. Es va fusionar amb el Partit Socialdemòcrata "Harmonia" l'any 2010.